# Vällingby
Vällingby è un quartiere di Stoccolma, in Svezia. Situato alla periferia occidentale della capitale svedese, esso fa parte del distretto di Hässelby-Vällingby.
Vällingby fu ideato ex novo all'inizio degli anni cinquanta; fu inaugurato nel 1954 e divenne quasi subito un tipico esempio di agglomerato urbano pianificato a tavolino, servito da una linea metropolitana e simbolo del Welfare state scandinavo.

## Storia

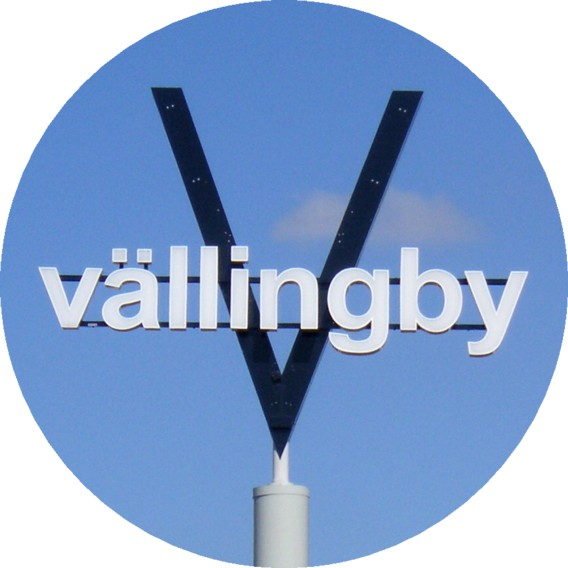
La nuova “V” che indica il centro di Vällingby.

La zona dove sorge la moderna Vällingby fu abitata in passato (a partire da circa 20 secoli addietro) da popolazioni note come vaellingar (letteralmente “Abitanti dell'argine”). Le prime tracce storiche della località risalgono al 1347, e benché si abbia notizia di attività agricole durante il regno di Gustavo I Wasa secondo l'edizione del 1922 del Nordisk familjebok, ciononostante la località fu ritenuta non abbastanza significativa per dedicarle un articolo.
Ancora nel 1953 la zona registrava poco più di 2.000 abitanti.
L'inaugurazione, avvenuta nel 1954 di fronte a un pubblico di circa 75.000 cittadini, vide la luce della prima ABC City (dall'acronimo svedese Arbete - Bostad - Centrum, “Lavoro, Abitazione e Centro”) svedese, un sobborgo pianificato per essere autosufficiente, dotato di centro commerciale, servizi e anche una sala cinematografica (il cinema Fontanèn, oggi un multisala).
Il simbolo del neonato sobborgo fu una grande “V” rotante inscritta in una struttura circolare di metallo, e contestualmente all'inaugurazione del centro fu definitivamente aperta anche la nuova stazione della appena costruita metropolitana di Stoccolma (la Tunnelbana). In pochissimo tempo gli abitanti salirono a 25.000.
Come molti altri centri costruiti intorno alla capitale, il nuovo sobborgo di Vällingby era parte di un piano di utilizzo delle aree rurali limitrofe a Stoccolma, adottato per far fronte alla speculazione edilizia cittadina e alla carenza di alloggi sopravvenuta a partire dai primi anni del XX secolo.
Prima di Vällingby erano stati realizzati altri sobborghi, alcuni esclusivi come Saltsjöbaden (nel comune di Nacka, a sud-ovest di Stoccolma) o Stocksund, costruiti intorno al 1900, o nello stile della città giardino come Bromma ed Enskede, costruite tra le due guerre, oppure ancora insediamenti ad appartamento costruiti negli anni quaranta quali ad esempio Traneberg e Abrahamsberg.
Tuttavia, in particolare gli ultimi due tipi di sobborghi erano divenuti una sorta di dormitorio, cosa questa che si volle evitare per Vällingby, in cui furono previsti circa 10.000 posti di lavoro per i circa 25.000 abitanti, riservando l'utilizzo della metropolitana principalmente al raggiungimento dei centri commerciali: la linea passante per Vällingby è la T-19 Hässelby strand - Hagsätra, che collega l'insediamento al centro di Stoccolma, in particolare alla stazione nota come T-Centralen, punto d'incontro di tutte le sotterranee della capitale, e collegata attraverso un passante pedonale alla stazione ferroviaria centrale.
Il progetto originale dell'insediamento fu dell'architetto Sven Markelius, che concepì alti palazzi intorno alla stazione della metropolitana, case di abitazione nell'immediato contorno e aree verdi a completare il tutto. Sebbene l'iniziativa politica alla base del progetto vada ascritta al Partito Socialdemocratico all'epoca al governo, anche altri partiti e imprenditori privati presero parte al progetto.
Il centro così realizzato divenne anche un biglietto da visita nel mondo di un armonico sviluppo della società svedese.
Fin dalla fine degli anni ottanta fu proposto l'ampliamento e il rinnovo del centro commerciale di Vällingby.
Il progetto trovò pratica attuazione nel 2001 dopo l'approvazione degli enti locali, e nell'aprile 2008 sono stati ufficialmente rese disponibili al pubblico le prime nuove strutture.